# Horsa
Horsa (død cirka 488) var en jysk hærfører, som ifølge myten sammen med sin bror Hengist anførte den germanske indvandring til de britiske øer i 400-tallet. Horsa betyder hest på angelsaksisk, oldengelsk.
Ifølge myten var han en jysk hærfører, som sammen med Hengist kæmpede mod keltiske stammer og vandt et område i det sydøstlige England. Han faldt i kamp i Kent. Havnen, hvorfra jyderne og anglerne satte over til Britannien skulle have været Venningsted på den nuværende ø Sild. Herom minder endnu gaden Horsatal (Horsadalen) i Venningsted.
Krigertvillinger er et vanligt mytologisk træk. Den første historiske kilde om Hengest og Horsa er Beda den ærværdige, som levede to århundreder senere.
1. ↑  Navnet er anført på engelsk og stammer fra Wikidata hvor navnet endnu ikke findes på dansk.